# 胡迪鹤
胡迪鹤（1935年—2012年10月15日），男，湖南零陵人，中国概率论与数理统计学家，曾任武汉大学教授、博士生导师。